# Regeringen Jan P. Syse
Regeringen Jan P. Syse var Norges regering fra 16. oktober 1989 til 3. november 1990. Den var en koalitionsregering mellem Høyre (H), Kristelig Folkeparti (KrF) og Senterpartiet (Sp).
| Portefølje                      | Minister                    | Periode                           | Parti |
| ------------------------------- | --------------------------- | --------------------------------- | ----- |
| Statsminister                   | Jan Peder Syse              |                                   | H     |
| Udenrigsminister                | Kjell Magne Bondevik        |                                   | KrF   |
| Minister for Ulandsbistand      | Tom Vraalsen                | 1. januar 1990 -                  | Sp    |
| Handels- og Søfartsminister     | Karin Cecilie Kullmann Five |                                   | H     |
| Fiskeriminister                 | Svein Munkejord             |                                   | H     |
| Miljøminister                   | Kristin Hille Valla         |                                   | Sp    |
| Landbrugsminister               | Anne Vik                    |                                   | Sp    |
| Socialminister                  | Wenche Frogn Sellæg         |                                   | H     |
| Forsvarsminister                | Per Ditlev-Simonsen         |                                   | H     |
| Transportminister               | Lars Gunnar Lie             |                                   | KrF   |
| Finansminister                  | Arne Skauge                 |                                   | H     |
| Kirke- og Undervisningsminister | Einar Steensnæs             | – 1. januar 1990                  | KrF   |
| Kirke- og Kulturminister        | Eleonore Bjartveit          | 1. januar 1990 -                  | KrF   |
| Undervisningsminister           | Einar Steensnæs             | 1. januar 1990 -                  | KrF   |
| Kultur- og Videnskabsminister   | Eleonore Bjartveit          | - 1. januar 1990                  | KrF   |
| Forbrugerminister               | Solveig Sollie              | - 1. januar 1990                  | KrF   |
| Administrationsminister         | Kristin Clemet              | 2. november 1989 – 1. januar 1990 | H     |
| Kommunal- og Arbejdsminister    | Johan J. Jakobsen           | - 2. november 1989                | Sp    |
| Kommunalminister                | Johan J. Jakobsen           | 2. november 1989 -                | Sp    |
| Arbejdsminister                 | Kristin Clemet              | 2. november 1989 - 1. januar 1990 | H     |
| Olie- og Energiminister         | Eivind Reiten               |                                   | Sp    |
| Justits- og Politiminister      | Else Bugge Fougner          |                                   | H     |
| Erhvervsminister                | Petter Thomassen            |                                   | H     |
| Udviklingsminister              | Tom Vraalsen                | - 1. januar 1990                  | Sp    |